# Dick's Sporting Goods Park
Il Dick's Sporting Goods Park è uno stadio di calcio situato a Commerce City in Colorado. Attualmente ospita le partite della squadra dei Colorado Rapids, che milita nella MLS. Lo stadio ha una capacità di oltre 18.000 spettatori, ma per determinati eventi (per esempio concerti) può arrivare ad ospitarne circa 26.000.

## Storia
Lo stadio fu inaugurato il 7 aprile 2007 con una partita dei Rapids contro il D.C. United.

## Altri eventi sportivi
Nel 2009 il Dick's Sporting Goods Park ha ospitato diversi incontri del torneo di rugby denominato "Churchill Cup". Inoltre i Denver Barbarians della Rugby Super League hanno occasionalmente disputato incontri in questo impianto.
Nel maggio 2009, lo stadio ha ospitato due match di lacrosse del torneo Men's Collegiate Lacrosse Association National Championships: Michigan Wolverines contro Chapman University e University of St. Thomas contro University of Dayton.
La squadra di lingerie football delle Denver Dream ha giocato in questo stadio due incontri della sua unica stagione di attività.
Nel 2014, il Dick's Sporting Goods Park sarà teatro del FIL World Lacrosse Championships.
Nel 2019 ha ospitato alcune partite della nazionale di rugby degli Stati Uniti.

## Eventi musicali
Dal 2008 al 2010 lo stadio ha ospitato annualmente il Mile High Music Festival, che alla sua prima edizione ha visto la presenza di approssimativamente 40.000 spettatori al giorno per due giorni.
La band dei Phish, per il weekend del Labor Day, è solita esibirsi in tre concerti presso questo stadio.